# Pogonomyrmex tenuipubens
Pogonomyrmex tenuipubens är en myrart som beskrevs av Santschi 1936. Pogonomyrmex tenuipubens ingår i släktet Pogonomyrmex och familjen myror. Inga underarter finns listade i Catalogue of Life.